# Ferdinand Christian Gustav Arnold
Pour les articles homonymes, voir Arnold.
Ferdinand Christian Gustav Arnold est un  lichénologiste et taxonomiste bavarois, né le 24 février 1828 à Ansbach et mort le 8 août 1901 à Munich.
Il fait paraître, en 1891-1892, un ouvrage sur les lichens autour de Munich, Zur Lichenenflora von München (en deux volumes).

## Biographie
Arnold étudie à l'école latine d'Eichstätt et, à partir de 1841 et jusqu'à l'obtention de son diplôme en 1845 de l'actuel lycée Guillaume de Munich (de)